# Compsocryptus buccatus
Compsocryptus buccatus là một loài tò vò trong họ Ichneumonidae.